# Bukovik (Gnjilane)
Pour les articles homonymes, voir Bukovik.
Bukovik en albanais et Bukovik en serbe latin (en serbe cyrillique : Буковик) est une localité du Kosovo située dans la commune/municipalité de Gjilan/Gnjilane, district de Gjilan/Gnjilane (Kosovo) ou district de Kosovo-Pomoravlje (Serbie). Selon le recensement kosovar de 2011, elle compte 80 habitants.

## Histoire
La mosquée du village, construite en 1935, est proposée pour une inscription sur la liste des monuments culturels du Kosovo.

## Démographie

### Évolution historique de la population dans la localité
| 1948 | 1953 | 1961 | 1971 | 1981 | 1991 | 2011 |
| ---- | ---- | ---- | ---- | ---- | ---- | ---- |
| 416  | 428  | 456  | 472  | 338  | 320  | 80   |

|  |

### Répartition de la population par nationalités (2011)
En 2011, les Albanais représentaient 97,50 % de la population.